# Operacja Błogosławiony Ramadan
Błogosławiony Ramadan – irańska operacja wojskowa, skierowana przeciwko irackiemu 3 Korpusowi Armijnemu, broniącego pasa terytorium od Al-Kut do Basry o szerokości ok. 260 km. W pierwszym rzucie korpusu znajdowały się 1 i 5 DZ oraz 3 DPanc. Odwód stanowiły 6 i 9 DPanc rozmieszczone w pobliżu An-Nasirijji. Główny wysiłek obrony skupiono na  południowym skrzydle 3 Korpusu w pasie od  Al-Qurny do Basry  szerokości 80 km. Broniły się tu i 1 i 5 DZ. Zamykały one dostęp do ostanu Basry. Centrum ugrupowania zajmowały bagna Hoveyzy, które obsadzono niewielką ilością piechoty. Przestrzeń tą dozorowano przy pomocy śmigłowców. W lipcu 1982 roku znaczna część tego obszaru miała wyschnięte i twarde podłoże. Przygotowana od trzech miesięcy obrona iracka tworzyła system prowincji ze schronami bojowymi, wałami osłonowymi oraz 2-3 pasami zapór inżynieryjnych.  Wąskie kanały pogłębiono i zaminowano tak aby stanowiły trudne do pokonania przeszkody dla pojazdów nieprzyjaciela.
Celem operacji Ramadan było rozbicie irackiego 3 KA, opanowanie Basry oraz odcięcie Iraku od Zatoki Perskiej. Spodziewano się również, że dowództwo irackie przegrupuje centralne odwody na południowy odcinek frontu. Tym samym kierunek bagdadzki zostałby osłabiony. Wówczas możliwy byłby atak  wprost na stolicę Iraku przez siły Frontu Zachodniego. O 21:30 13 lipca 1982 roku Operacja Ramadan rozpoczęła się artyleryjskim przygotowaniem ataku. Dwie godziny później cztery irańskie związki taktyczne rozpoczęły natarcie wykonując główne uderzenie siłami 7 i 77 DP w pasie szerokości 10 km wprost na Basrę. Uderzenia pomocnicze wychodziły wprost z Al-Qurny oraz Umm Kasr. W ciągu pierwszej doby walk ochotnicy z pospolitego ruszenia i strażnicy rewolucji pokonali iracki pas przesłaniania o głębokości 10 km, po czym natarcie załamało się na głównej rubieży obrony położonej w odległości 20-25 km na wschód od  Basry. Wprowadzona do bitwy irańska 92 DPanc z desantem piechoty na czołgach włamała się na kolejne 10 km. W tym czasie oddziały irańskie nacierające na Al-Qurnę zmusiły Irakijczyków do wycofania się ok. 8 km. Wojska irańskie nacierając na południe od Abadanu sforsowały w nocy z 16/17 lipca rzekę Shatt al-Arab, lecz w wyniku kontrataków irańskich były zmuszone wycofać się na wschodni brzeg. 18 lipca w oddziałach irańskich zabrakło amunicji, żywności i wody. Konieczna była ewakuacja rannych. Po trzydniowej przerwie natarcie powtarzano z równie małymi efektami. Dowództwo irackie, dążąc do zahamowania naporu wojsk irańskich masowo wykorzystywało lotnictwo bombowe i śmigłowce bojowe. Irackie 6 i 9 Dywizje Pancerne wykonywały zbieżne przeciwuderzenia w odsłonięte skrzydła przeciwnika zmuszając go do odwrotu. Trzecia faza operacji rozpoczęła się w nocy 1 sierpnia ponownym natarciem trzech zmęczonych i źle wyposażonych dywizji. Załamało się ono na podstawach wyjściowych. 5 sierpnia 1982 roku operacja Ramadan została zakończona.
Efektem 23-dniowych zmagań było przesunięcie linii frontu o 5–7 km na zachód od granicy państwowej. Straty wojsk irańskich wyniosły ok. 18 000 żołnierzy, 220 czołgów, 133 transportery, 35 dział. Średnie tempo natarcia wojsk irańskich wynosiło 1–2 km na dobę. Natarcie prowadzono z reguły nocą, aby uniknąć nadmiernych strat od ognia broni maszynowej, a także aby przekroczyć pola minowe. Niedostatek środków rozgradzających powodował, że tworzono grupy torujące złożone z ochotników, którzy oczyszczali przejścia w zaporach inżynieryjnych przy pomocy prymitywnych narzędzi. Miały miejsce przypadki kiedy sfanatyzowani młodzi chłopcy pod wpływem środków halucynogennych atakowali pozycje irackie poprzez pola minowe bez ich rozgradzania. Rozmiary strat wojsk irańskich, które sięgały 1000 żołnierzy dziennie, powodowało, że nie potrafiono sprostać problemowi ewakuacji rannych.